# Connor Mackey
Connor Mackey (né le 12 septembre 1996 à Tower Lakes dans l'État de l'Illinois aux États-Unis) est un joueur professionnel américain de hockey sur glace. Il évolue au poste de défenseur.

## Biographie

### Carrière en club
Il signe un contrat d'entrée de 1 an en tant qu'agent libre non repêché avec les Flames de Calgary, le 20 mars 2020. L'entente est valide pour la saison 2020-2021. Il dispute son premier match en carrière dans la LNH, le 13 février 2021. Il inscrit son premier but en carrière dans la LNH dans une victoire des Flames face aux Canucks de Vancouver, le 19 mai 2021.
Le 3 mars 2023, les Flames de Calgary l'échangent aux Coyotes de l'Arizona avec Brett Ritchie contre l'attaquant Nick Ritchie (le frère de Brett) et le défenseur Troy Stecher.

### Vie privée
Il est le fils de l'ex-joueur de la LNH, David Mackey. 

## Statistiques

### En club
| Saison     | Équipe                       | Ligue      |    | Saison régulière | Saison régulière | Saison régulière | Saison régulière | Saison régulière |   | Séries éliminatoires | Séries éliminatoires | Séries éliminatoires | Séries éliminatoires | Séries éliminatoires |
| Saison     | Équipe                       | Ligue      | PJ | B                | A                | Pts              | Pun              | PJ               | B | A                    | Pts                  | Pun                  |                      |                      |
| 2015-2016  | Gamblers de Green Bay        | USHL       | 29 | 1                | 1                | 2                | 62               | 2                | 0 | 0                    | 0                    | 2                    |                      |                      |
| 2016-2017  | Gamblers de Green Bay        | USHL       | 60 | 6                | 41               | 47               | 93               | -                | - | -                    | -                    | -                    |                      |                      |
| 2017-2018  | Mavericks de Minnesota State | WCHA       | 40 | 4                | 8                | 12               | 40               | -                | - | -                    | -                    | -                    |                      |                      |
| 2018-2019  | Mavericks de Minnesota State | WCHA       | 42 | 7                | 18               | 25               | 55               | -                | - | -                    | -                    | -                    |                      |                      |
| 2019-2020  | Mavericks de Minnesota State | WCHA       | 36 | 7                | 17               | 24               | 29               | -                | - | -                    | -                    | -                    |                      |                      |
| 2020-2021  | Flames de Calgary            | LNH        | 6  | 1                | 2                | 3                | 20               | -                | - | -                    | -                    | -                    |                      |                      |
| 2020-2021  | Heat de Stockton             | LAH        | 27 | 3                | 13               | 16               | 33               | -                | - | -                    | -                    | -                    |                      |                      |
| 2021-2022  | Heat de Stockton             | LAH        | 53 | 5                | 31               | 36               | 83               | 7                | 1 | 3                    | 4                    | 4                    |                      |                      |
| 2021-2022  | Flames de Calgary            | LNH        | 3  | 0                | 1                | 1                | 2                | -                | - | -                    | -                    | -                    |                      |                      |
| 2022-2023  | Flames de Calgary            | LNH        | 10 | 2                | 1                | 3                | 9                | -                | - | -                    | -                    | -                    |                      |                      |
| 2022-2023  | Coyotes de l'Arizona         | LNH        | 20 | 1                | 3                | 4                | 39               | -                | - | -                    | -                    | -                    |                      |                      |
| 2023-2024  | Wolf Pack de Hartford        | LAH        | 44 | 2                | 9                | 11               | 82               | -                | - | -                    | -                    | -                    |                      |                      |
| 2023-2024  | Rangers de New York          | LNH        | 1  | 0                | 0                | 0                | 5                | -                | - | -                    | -                    | -                    |                      |                      |
| Totaux LNH | Totaux LNH                   | Totaux LNH | 40 | 4                | 7                | 11               | 75               | -                | - | -                    | -                    | -                    |                      |                      |

### En équipe nationale
| Année | Équipe     | Compétition          |    | PJ | B | A | Pts | Pun                |  | Résultat |
| 2021  | États-Unis | Championnat du monde | 7  | 0  | 1 | 1 | 2   | Médaille de bronze |  |          |
| 2023  | États-Unis | Championnat du monde | 10 | 1  | 2 | 3 | 8   | Quatrième place    |  |          |

## Trophées et honneurs personnels

### USHL
- 2016-2017 : 
  - nommé dans la première équipe d'étoiles
  - nommé défenseur de l'année

### WCHA
- 2017-2018 : 
  - nommé dans l'équipe des recrues
- 2019-2020 : 
  - nommé dans la première équipe d'étoiles